# John Ernst Schumann
John Ernst Schumann (født  22. marts 1948) er en dansk erhvervsmand, søn af cirkusdirktør Ernst Schumann og skuespillerinde Tove Boetius. Efter studentereksamen i 1967 fra Herlufsholm og uddannelse som civiløkonom blev han gift med Tessas Germaine De Dessus Le Moutier af den franske cirkusfamilie Bouglione og rejste til Frankrig i 1978 hvor han i 25 år var direktør for datterselskaber af Gøl Pølser og senere Tulip.
Fra 1999 startede han opdræt af Lipizanerheste.